# Kyle Shewfelt
Kyle Shewfelt född den 6 maj 1982 i Calgary, Kanada, är en kanadensisk gymnast.
Han tog OS-guld i fristående i samband med de olympiska gymnastiktävlingarna 2004 i Aten.